# Danganronpa

Logo van het eerste spel

Danganronpa (Japans: ダンガンロンパ) is een Japanse computerspelserie ontwikkeld door Spike Chunsoft (voorheen Spike geheten).

## Spelserie
De serie bestaat uit drie hoofdspellen:
- Danganronpa: Trigger Happy Havoc
- Danganronpa 2: Goodbye Despair
- Danganronpa V3: Killing Harmony

Er is ook een spin-off-spel genaamd Danganronpa Another Episode: Ultra Despair Girls. Daarnaast zijn er meerdere smartphone-spellen en bewerkingen tot manga-stripverhalen en romans. Ook zijn er twee anime-televisieseries gemaakt: Danganronpa: The Animation en Danganronpa 3: The End of Hope's Peak Academy.